# Myanmars Davis Cup-lag
Myanmars Davis Cup-lag styrs av Myanmars tennisförbund och representerar Sri Lanka i tennisturneringen Davis Cup, tidigare International Lawn Tennis Challenge. Sri Lanka debuterade i sammanhanget 1955, och spelade slutade trea i Asien-Oceanienzonens Grupp IV 2003.